# Марш на Тридесет и четвърти пехотен троянски полк
Маршът на 34-ти пехотен троянски полк е боен български марш. Известен е и с името „Троянци“.

## Създаване
Маршът на 34-ти пехотен троянски полк е създаден по време на Първата световна война. През 1916-1918 г. Тридесет и четвърти пехотен троянски полк се намира на Дойранската позиция. Участва активно в Дойранската епопея. Духовият оркестър на полка се ръководи от капелмайстор капитан Камен Луков. В най-критичните моменти изпълнените от оркестъра маршове поддържат духа на войниците.
По време на затишията капитан Луков продължава маршовото си творчество, започнато през Балканска война с марша Весели и в боя. През 1917 г. в окопите на Дойранската позиция композира „Марш на 34-ти Пехотен троянски полк“. Разписан е за духови инструменти. Схемата и техниката на марша е характерна с музикалната си разнообразност и ритмичност, с внушаването на непреклонна решителност и мъжественост, което води до съвършенство в музикалната форма. За пръв път е изпълнан на Дойранската позиция през 1917 г.
По стихотворението „Героите на Дойран“ на Любомир Бобевски маршът е композиран след войната за духов оркестър и хор. Наименуван е „Троянци“.

## Популярност
Маршът бързо добива популярност първоначално в 34-ти Пехотен троянски полк, а впоследствие и – в Действащата българска армия. Свирен е редовно в окопите при Дойран. Емоционално и морално подкрепя войниците в най-тежките моменти на бойните действия.
По свидетелство на войници от полка след засвирването на Марша на 34-ти пехотен троянски полк неведнъж английската артилерия спира стрелбата. Видимо маршът се е харесал на англичаните, които чрез парламентьор искат нотите на марша. Капитан Луков им го изпраща чрез предните полкови постове.
След войната маршът редовно е изпълняван на полкови строеви прегледи и пред гражданството в различни населени места. Влиза в репортоара на българските полкови и граждански оркестри.

## Текст
Марш на Тридесет и четвърти пехотен троянски полк (Троянци)
Балкански чеда на славни деди,
Троянци сме славен полк!
С гърди гранит, с нечут полет
Кат вихър носим се напред.
През урви, чуки и скали,
летим кат гордите орли.
Троянци ний сме славен полк
Показахме сред бой жесток
Без страх и трепет как се мре
Как бойна слава се бере.
Завета наш е увенчан,
С вечни лаври при Дойран,
Где хвърлихме се с огнен меч
Стихийно, вихрено на сеч.
Безстрашни, смели
В боя сме борци.
Безстрашни, смели сме борци,
Чела що кичат ни с венци,
Троянци ний сме с дух кален,
С дух юначен, несравнен.
Към наший дивен роден край,
Любов ни граници не знай.
За него ни сърцето бий,
За него с гордост мреме ний.
Троянци ний сме, ний сме славен полк,
При Борис, Кирил, Нерезов, Дойран
При Кристалин; сред страшна сеч,
Как бойна слава се бере с „ура на нож“!
С гърди гранит, с нечут полет,
кат вихър носим се напред и все напред.
Байдарица, Морава, Мечата-Стена,
Летим, кат гордите орли, летим напред.
При Кална, Ниш, Дервент, Свърлич,
Със вечни лаври при Дойран, Кала-тепе,
Где хвърлихме се с огнен меч,
Троянци вихрено на сеч, във кървав бой.
Към наший дивен, дивен роден край:
Охрид, Преспа, Гордий Шар, Пирин,
За Вардар, Дрин във люта бран,
За него с гордост мрем, ний за него мрем!
текст: Любомир Бобевски